# Litoria oktediensis
Litoria oktediensis är en groddjursart som först beskrevs av Richards och Johnston 1993.  Litoria oktediensis ingår i släktet Litoria och familjen lövgrodor. IUCN kategoriserar arten globalt som otillräckligt studerad. Inga underarter finns listade i Catalogue of Life.